# Fräulein (pel·lícula de 1958)
Fräulein és una pel·lícula de guerra dramàtica romàntica estatunidenca de 1958 dirigida per Henry Koster, basada llliurement en la novel·la de James McGovern del mateix títol de 1956, i protagonitzada per Dana Wynter i Mel Ferrer com dues persones atrapades en la Segona Guerra Mundial i les seves conseqüències. També es va estrenar com a Fraulein a CinemaScope.

## Argument
A Colònia, prop del final de la Segona Guerra Mundial, el presoner de guerra nord-americà Foster MacLain (Mel Ferrer) s'escapa i és protegit pel professor Julius Angermann (Ivan Triesault). La filla d'Angermann, Erika (Dana Wynter), no és tan acollidora, però amaga l'americà dels soldats alemanys que el busquen. MacLain marxa quan està segur.
Poc després, una bomba colpeja la casa, matant el professor. L'Erika va a viure a Berlín amb el seu cosí Karl (Herbert Berghof). Karl té hostes, Fritz i Berta Graubach (Luis van Rooten i Blandine Ebinger), que són partidaris obertament de la causa nazi. Quan els russos capturen la ciutat, Erika s'amaga a les golfes per por de ser violada. Tanmateix, la Berta traeix l'existència de l'Erika per salvar-se del mateix destí, i un caporal borratxo comença a pujar les escales. Karl és assassinat intentant detenir-lo. El rus persegueix Erika al terrat, però rellisca i cau a la seva mort i Erika és acusada del seu assassinat.
El coronel Dmitri Brikett (Theodore Bikel) se sent atret per ella i li salva la vida, tot i que espera una recompensa sexual. Tanmateix, l'Erika aconsegueix fugir al sector de la ciutat controlat pels Estats Units amb l'ajuda de la Lori (Dolores Michaels), una pianista d'una discoteca. Allà es troba amb els Graubach, que ara afirmen que sempre es van oposar als nazis. Els Graubach insisteixen que vingui a quedar-se amb ells. Més tard s'assabenta que tenen un bordell i volen utilitizar-la. Ella fuig, però no abans que l'hagin registrat com a prostituta a les autoritats nord-americanes. La persegueixen, però un amable policia militar, el caporal Hanks (James Edwards), els bloqueja.
Mentrestant, MacLain busca els seus benefactors de guerra, i finalment troba l'Erika treballant en una discoteca. Quan s'ofereix a ajudar-la, ella li demana que trobi el seu promès Hugo (Helmut Dantine). MacLain utilitza les seves connexions per localitzar Hugo i porta l'Erika a veure'l. Tanmateix, troba un home molt canviat i amargat: un veterà de guerra que ha perdut un braç i viu en un refugi improvisat amb una altra dona i que no està content de veure-la amb un nord-americà. L'Hugo demana a l'Erika que li torni l'anell de compromís perquè pugui comprar un braç artificial per substituir el que va perdre a la guerra. Ella li dona i se'n va.
Mentre MacLain passa temps amb l'Erika, s'enamora d'ella. Li demana que es casi amb ell i es traslladi als Estats Units. Ella accepta, però quan va a demanar un passaport, s'adona que la rebutjarà a causa del seu registre com a prostituta. Està a punt de rendir-se, però per casualitat, el caporal Hanks és l'home que processa les sol·licituds. Recordant les circumstàncies de la seva reunió anterior, canvia la seva ocupació de "prostituta" a "ninguna coneguda" i li dona els papers que necessita.

## Repartiment
- Dana Wynter com Erika Angermann
- Mel Ferrer com el major Foster MacLain
- Dolores Michaels com a Lori la pianista
- Margaret Hayes com la tinent Berdie Dubbin (com a Maggie Hayes)
- Theodore Bikel com el coronel Dmitri Bucaron
- Luis Van Rooten com a Fritz Graubach
- Helmut Dantine com el tinent Hugo Von Metzler
- Herbert Berghof com a Karl Angermann
- James Edwards com a Cpl. S. Hanks
- Ivan Triesault com el professor Julius Angermann
- Blandine Ebinger com a Frau Berta Graubach
- Jack Kruschen com el sergent Grischa
- John Banner com a Ulick, del departament de salut alemany
- Dorothy Arnold com a dona amb Hugo (sense acreditar)

## Recepció
El crític A.H. Weiler, escrivint per The New York Times, va descriure la pel·lícula com "una aventura curiosament episòdica les parts de la qual són molt més interessants que tot el drama". De les estrelles, va escriure que "la senyoreta Wynter és una heroïna atractiva, encara que una mica dòcil", mentre que "la qualitat de la docilitat està més que marcada en el Sr. Ferrer", que "en ocasions és restringit fins a l'apatia".